# Izydor (Bogojawleński)
Izydor, imię świeckie Iwan Jakowlewicz Bogojawleński (ur. 1879, zm. 18 grudnia 1949) – rosyjski biskup prawosławny.

## Życiorys
Był synem cerkiewnego psalmisty. Ukończył seminarium duchownego w Kursku, a następnie w 1904 Petersburską Akademię Duchowną. Po ukończeniu szkoły podjął pracę jako wychowawca w szkole duchownej św. Aleksandra Newskiego w Petersburgu. W 1905 przyjął święcenia kapłańskie jako mężczyzna żonaty i rozpoczął służbę duszpasterską w soborze św. Katarzyny w Jamburgu. W 1915 uzyskał tytuł naukowy magistra nauk teologicznych. Pracę duszpasterską prowadził w Gatczynie i Kronsztadzie, w 1919 emigrował z Rosji radzieckiej do Estonii i służył odtąd w prawosławnych parafiach Tallinna. W latach 1930–1940 był również redaktorem pisma prawosławnego Prawosławnyj Sobiesiednik.
W 1946 wrócił do ZSRR i objął funkcję rektora Leningradzkiej Akademii Duchownej oraz seminarium duchownego w Leningradzie. W grudniu tego samego roku zmarła jego żona. 12 czerwca 1947 złożył wieczyste śluby mnisze i został natychmiast podniesiony do godności archimandryty. 22 czerwca 1947 miała miejsce jego chirotonia na biskupa tallińskiego i estońskiego, w której jako konsekratorzy wzięli udział patriarcha moskiewski i całej Rusi Aleksy I, metropolita leningradzki i nowogrodzki Grzegorz oraz biskup łuski Symeon. Zmarł dwa lata później i został pochowany na cmentarzu św. Aleksandra Newskiego w Tallinnie.
Jego brat Dmitrij, po złożeniu ślubów zakonnych Eleuteriusz, również był biskupem prawosławnym.